# Liste der Selbstbildnisse Vincent van Goghs
Es werden alle bekannten und anerkannten Selbstbildnisse Vincent van Goghs dargestellt. Die Bildcharakteristik folgt der Kurzbeschreibung in der Veröffentlichung von Fritz Erpel (s.Literatur).
Van Gogh malte seine Selbstbildnisse mit Hilfe eines Spiegels. Aus diesem Grunde sind sie seitenverkehrt, zu sehen im Bild 'mit verbundenem Ohr und Pfeife'. Das verletzte Ohr erscheint als das rechte, es war jedoch das linke Ohr (s. im Artikel Anmerkungen zu 2.) Van Gogh malte mit der rechten Hand, wie das Van Gogh Museum in Amsterdam bestätigt. Daneben zeigen ihn auch mit der rechten Hand malend die beiden Bilder der Maler John Peter Russell und Paul Gauguin. Ebenfalls ist auf dem Bild 'barhaupt, vor der Staffelei' aufgrund der Spiegelverkehrtheit erkennbar, dass er mit der rechten Hand gemalt hat.
| Bild- charakteristik                                               | Entstehungs- ort | Entstehungs- zeit | Standort                                 | F    | JH   | Abbildung |
| ------------------------------------------------------------------ | ---------------- | ----------------- | ---------------------------------------- | ---- | ---- | --------- |
| mit dunklem Filzhut                                                | Paris            | 1886, Frühjahr    | Amsterdam, Van Gogh Museum               | 208a | 1089 |           |
| mit dunklem Filzhut an der Staffelei                               | Paris            | 1886, Frühjahr    | Amsterdam, Van Gogh Museum               | 181  | 1090 |           |
| barhaupt, mit Pfeife (Schulterstück)                               | Paris            | 1886, Frühjahr    | Amsterdam, Van Gogh Museum               | 180  | 1194 |           |
| barhaupt, mit Pfeife (Bruststück)                                  | Paris            | 1886, Frühjahr    | Amsterdam, Van Gogh Museum               | 208  | 1195 |           |
| barhaupt, im Rock mit weiß gesäumtem Kragen                        | Paris            | 1886, Herbst      | Den Haag, Gemeentemuseum                 | 178v | 1198 |           |
| barhaupt Skizzenblatt II                                           | Paris            | 1886, Herbst      | Amsterdam, Van Gogh Museum               | 1378 |      |           |
| mit Pfeife, an einem Tisch                                         | Paris            | 1887, Anfang      | Amsterdam, Van Gogh Museum               | 263a | 1199 |           |
| mit hellem Filzhut, in fliederfarbenem Überrock (Bruststück)       | Paris            | 1887, März/April  | Amsterdam, Van Gogh Museum               | 296  | 1210 |           |
| mit hellem Filzhut, in braunem Überrock (Schulterstück)            | Paris            | 1887, März/April  | Amsterdam, Rijksmuseum                   | 295  | 1211 |           |
| barhaupt                                                           | Paris            | 1887, Frühling    | Amsterdam, Van Gogh Museum               | 267  | 1224 |           |
| barhaupt mit hellblauer Krawatte                                   | Paris            | 1887, Frühling    | Otterlo, Kröller-Müller Museum           | 380  | 1225 |           |
| barhaupt, vor zum Teil gepunktetem Hintergrund (von links)         | Paris            | 1887, Frühling    | Amsterdam, Van Gogh Museum               | 356  | 1248 |           |
| barhaupt, vor dicht gepunktetem Hintergrund (von rechts)           | Paris            | 1887, Frühling    | Chicago, The Art Institute               | 345  | 1249 |           |
| barhaupt, mit kurzgeschnittenem Haar (von links)                   | Paris            | 1887, Sommer      | Hartford (Conn.), Wadsworth Atheneum     | 268  | 1299 |           |
| mit Strohhut und Pfeife                                            | Paris            | 1887, Sommer      | Amsterdam, Van Gogh Museum               | 179v | 1300 |           |
| barhaupt, mit kurzgeschnittenem Haar (von vorn)                    | Paris            | 1887, Sommer      | Amsterdam, Van Gogh Museum               | 269v | 1301 |           |
| mit Strohhut, vor schraffiertem Hintergrund                        | Paris            | 1887, Sommer      | Amsterdam, Van Gogh Museum               | 61v  | 1302 |           |
| barhaupt, mit kurzgeschnittenem Haar (von halb links)              | Paris            | 1887, Sommer      | Amsterdam, Van Gogh Museum               | 109v | 1303 |           |
| barhaupt, mit kurzgeschnittenem Haar, in geschlossenem Rock        | Paris            | 1887, Sommer      | Amsterdam, Van Gogh Museum               | 77v  | 1304 |           |
| mit Strohhut, in blauem Rock                                       | Paris            | 1887, Sommer      | Detroit, Institute of Arts               | 526  | 1309 |           |
| mit Strohhut, in rot gesäumtem Rock                                | Paris            | 1887, Sommer      | Amsterdam, Van Gogh Museum               | 469  | 1310 |           |
| barhaupt, vor japanischem Holzschnitt im Hintergrund               | Paris            | 1887, Dezember    | Basel, Kunstmuseum                       | 319  | 1333 |           |
| barhaupt, mit grüner Halsschleife                                  | Paris            | 1887, Herbst      | Paris, Musée d’Orsay                     | 320  | 1334 |           |
| barhaupt, in bräunlichem Überrock (von vorn)                       | Paris            | 1887/88, Winter   | Zürich, Sammlung Bührle                  | 366  | 1345 |           |
| mit hellemFilzhut vor kreisförmig bewegtemHintergrund              | Paris            | 1887/88, Winter   | Amsterdam, Van Gogh Museum               | 344  | 1353 |           |
| mit Strohhut, in grünem Rock                                       | Paris            | 1887/88, Winter   | New York, Metropolitan Museum            | 365v | 1354 |           |
| barhaupt, vor der Staffelei                                        | Paris            | 1888, Anfang      | Amsterdam, Van Gogh Museum               | 522  | 1356 |           |
| mit Bauernhut und Pfeife, vor weißem Hintergrund                   | Arles            | 1888, August      | Amsterdam, Van Gogh Museum               | 524  | 1565 |           |
| a mon ami Paul Gauguin                                             | Arles            | 1888, September   | Cambridge (Mass.), Fogg Art Museum       | 476  | 1581 |           |
| a l’ami Laval (für Freund Laval)                                   | Arles            | 1888, Ende        | Paris, Privatsammlung                    | 501  | 1634 |           |
| mit Pelzmütze und verbundenem Ohr                                  | Arles            | 1889, Januar      | London, Courtauld Institute Galleries    | 527  | 1657 |           |
| mit Pelzmütze, verbundenem Ohr und Pfeife                          | Arles            | 1889, Januar      | Collection Niarchos                      | 529  | 1658 |           |
| barhaupt und bartlos                                               | Saint-Rémy       | 1889, September   | Privatsammlung                           | 525  | 1665 |           |
| barhaupt, mit Palette und Pinseln (von rechts)                     | Saint-Rémy       | 1889, August      | Washington, D.C, National Gallery of Art | 626  | 1770 |           |
| barhaupt, in geöffnetem Rock vor wirbelförmig bewegtem Hintergrund | Saint-Rémy       | 1889, September   | Paris, Musée d’Orsay                     | 627  | 1772 |           |